# Longmen (socken i Kina, Shandong)
Longmen (kinesiska: 龙门街道, 龙门) är en socken i Kina. Den ligger i provinsen Shandong, i den östra delen av landet, omkring 75 kilometer nordväst om provinshuvudstaden Jinan. Antalet invånare är 85 793. Befolkningen består av 42 447 kvinnor och 43 346 män. Barn under 15 år utgör 15,0 %, vuxna 15-64 år 76 %, och äldre över 65 år 7,0 %.
Genomsnittlig årsnederbörd är 753 millimeter. Den regnigaste månaden är juli, med i genomsnitt 304 mm nederbörd, och den torraste är januari, med 5 mm nederbörd.